# Síndrome da pele escaldada estafilocócica do recém-nascido
Síndrome da pele escaldada estafilocócica em recém-nascido é uma doença rara que ocorre, mais comumente em recém-nascidos e crianças pequenas, mas pode-se detectar a doença em adultos anéfricos ou imunossuprimidos. Esta síndrome tem a aparência de pele escaldada, ou seja uma vermelhidão espalhada e descamação com aparência de fitas na epiderme superficial. O aparecimento da síndrome da pele escaldada estafilocócica pode ser clinicamente confundida com a necrólise epidérmica tóxica.
Da mesma forma que  o impetigo bolhoso, a síndrome da pele escaldada estafilocócica é causada por uma bactéria estafilococos fagotipo 2. Na síndrome da pele escaldada estafilocócica, este organismo infecta um foco extracutâneo, podendo ser a faringe e as conjuntivas. A infecção focal leva à formação de uma toxina estafilocócica, chamada de esfoliatina. Esta toxina se une à zona mais áspera da pele, causando uma divisão leve no interior da pele. como resultado, diferentemente do caso do impetigo bolhoso, nesta síndrome o organismo não se recupera das lesões de pele.

## Características
A pele sai com aparência de fitas, deixando grandes áreas em carne viva. Antes de começar a descamação, a pele é avermelhada e dolorosa ao contato. Os machucados podem aparecer em qualquer ponto, e as áreas de descamação encontradas, são nas costas, peito, cabeça, orelhas, dedos, cotovelos e joelhos. A síndrome da pele escaldada frequentemente cura sozinha, em um espaço de tempo de 2 ou 3 semanas, uma vez que depende da concentração e atuação da toxina no sangue. Em crianças a mortalidade é baixa , o que não acontece com adultos, cujo índice de mortalidade é acima de 50%. Os sinais e sintomas mais fáceis de identificar é a febre, e a parte da pele afetada que fica avermelhada e muito dolorosa ao contato.
Para se chegar a um resultado positivo, é necessário distinguir a síndrome da pele escaldada estafilocócica da necrólise epidérmica tóxica, que é mais comum em adultos, mas que pode ter uma aparência idêntica. Esta diferenciação poderá ser feita pela biópsia de pele.
O tratamento desta doença deverá ser feio por pelo menos em 2 semanas com derivados semi-sintéticos de penicilina ou com cefalosporinas. No caso da sepsis estafilocócica deve ser iniciado o tratamento com oxacilina endovenosa.
O curso e a duração da doença em crianças é muito boa, mesmo sem tratamento. No adulto a síndrome está ligada com mais freqüência à sepsis estafilocócica e, a não ser que seja colocado imediatamente em um tratamento agressivo com antibióticos, a doença pode causar a morte. 